# LN 91
LN 91, Lögdeå-Nordmaling 1991, är en ishockeyförening från Nordmaling i Ångermanland (Västerbottens län).

## Historik
Klubben bildades 1991 genom av sammanslagning av Lögdeå SK och Nordmalings IF.  Lögdeå SK hade grundats 1958 av en lärare på Lögdeå skola och de hade den största ungdomsverksamheten av de båda föreningarna. De hade också ett A-lag som vann Division III 1977/1978 och 1978/1979, men utan att lyckas kvalificera sig till Division II. Nordmalings IF hade också ungdomsverksamhet men inget A-lag. 
1991 byggdes en ishall i Nordmaling och det var i samband med det som föreningarna slogs under namnet LN 91. Efter sammanslagningen avancerade representationslaget från division III till Division 1. Där blev man kvar från 1999/2000 till 2005/2006 och sedan återigen från 2007/2008 till 2008/2009 då man avstod vidare spel och begärde sig ner i Division II igen där man spelat sedan dess.

### Säsonger
| Säsong    | Division           | Placering | Vårserie             | Playoff/Kval                     |
| --------- | ------------------ | --------- | -------------------- | -------------------------------- |
| 1999/2000 | Division 1 Norra B | 8         |                      | 1:a i kvalserien                 |
| 2000/2001 | Division 1 Norra B | 9         |                      | 2:a i kvalserien                 |
| 2001/2002 | Division 1 Norra B | 9         |                      | 1:a i kvalserien                 |
| 2002/2003 | Division 1 Norra B | 6         | 4:a i vårserien      |                                  |
| 2003/2004 | Division 1 Norra B | 6         | 1:a i vårserien      |                                  |
| 2004/2005 | Division 1 Norra   | 5         |                      |                                  |
| 2005/2006 | Division 1B        | 5         | 2:a i vårserien      |                                  |
| 2006/2007 | Division 2 Norra C | 1         |                      | 3:a i Kvalserie B                |
| 2007/2008 | Division 1B        | 4         | 1:a i vårserien      | Utslagna av Clemensnäs i playoff |
| 2008/2009 | Division 1B        | 3         | 6:a i Allettan Norra |                                  |